# Казнь Саддама Хусейна
Казнь Саддама Хусейна — событие, последовавшее после его поимки в 2003 году и суда и трибунала над бывшим президентом Ирака, вынесшего тому смертный приговор.

## Предшествующие события
5 ноября 2006 года Высший уголовный трибунал Ирака признал Саддама виновным в убийстве 148 шиитов и приговорил к смертной казни через повешение. По этому эпизоду были также осуждены и позднее повешены единоутробный брат Саддама Барзан Ибрагим ат-Тикрити, бывший верховный судья Ирака Аввад Хамид аль-Бандар и бывший вице-президент Таха Ясин Рамадан. Параллельно началось разбирательство по эпизоду геноцида курдов (проведение операции Анфаль), но ввиду уже существующего смертного приговора его рассмотрение продолжалось уже без Саддама.
3 декабря того же года началось рассмотрение апелляции на приговор в апелляционном суде Ирака, которое заняло 23 дня.
26 декабря 2006 года апелляционный суд Ирака отклонил апелляцию и оставил приговор без изменений и постановил исполнить его в течение 30 суток, а 29 декабря опубликовал постановление о казни. В эти дни сотни иракцев, родственники жертв Саддама, обратились к властям с просьбой назначить их палачами. Шиитские массы категорически требовали, чтобы Саддама повесили публично, на площади, и транслировали казнь по телевидению в прямом эфире. Правительство пошло на компромиссное решение: казнь было решено устроить в присутствии представительной делегации и полностью заснять на видео.

## Ход казни и её запечатление
Саддама Хусейна казнили 30 декабря с 2:30 до 3:00 UTC (6 часов утра по Москве и Багдаду). Казнь состоялась рано утром на несколько минут раньше начала праздника Курбан-байрам (Дня жертвоприношения). Время было выбрано так, чтобы момент казни формально не совпал с праздником по шиитскому календарю, хотя по суннитскому он уже начался.
По сообщениям агентства Аль-Арабия, Саддам Хусейн был повешен в штаб-квартире военной разведки Ирака, расположенной в шиитском квартале Багдада Аль-Хадернийя. У эшафота присутствовало ограниченное количество лиц: члены американского военного командования (по другим данным, американцев на месте казни не было), иракские чиновники, несколько судей и представители исламского духовенства, а также врач и видеооператор (как и планировалось, последние минуты жизни Саддама были засняты на видео).
Помимо официальной записи получила распространение также неофициальная съёмка, сделанная мобильным телефоном. Перед тем, как идти на эшафот, Саддам прочёл исповедание веры (шахада) и произнёс: «Бог велик. Исламская община (умма) победит, и Палестина — арабская территория». Последней его просьбой было передать Коран, который он держал в руках. Присутствующие осыпа́ли Саддама оскорблениями и выкрикивали: «Муктада! Муктада!», напоминая о лидере радикальных шиитов Муктаде ас-Садре. Когда Саддаму накинули верёвку на шею, один из охранников сказал, напоминая о казнённых им шиитах: «Так было с теми, кто молится Мухаммеду и семье Мухаммеда». Саддам иронически возразил: «Это храбрость, по-вашему?». Окружающие отвечали: «Долой диктатуру!», «Отправляйся в ад!», «Да здравствует Мухаммад Бакир ас-Садр!» (дядя Муктады, казнённый Саддамом).
Позже появилась информация, согласно которой Муктада ас-Садр был одним из палачей Саддама; официальные источники это отрицают. Один из судей призвал окружающих к порядку. Саддам сказал «Пусть будут прокляты американцы и персы!», вновь прочёл шахаду, и, когда начал читать её вновь, платформа эшафота опустилась. Через несколько минут врач констатировал смерть, тело сняли и положили в гроб. Начальник охраны могилы Саддама Хусейна впоследствии утверждал, что после казни на теле президента было сделано шесть ножевых ран: четыре на передней части тела и две — на спине, но официально это не подтверждено. Вечером тело экс-президента было передано представителям племени «Абу Насир», к которому он принадлежал. Ближе к ночи останки Саддама Хусейна были доставлены американским вертолётом в Тикрит. В главной мечети Ауджи в ожидании тела экс-президента к тому времени уже собрались представители его клана. Саддама похоронили на рассвете следующего дня в родном селе около Тикрита, рядом (в трёх километрах) с погибшими в 2003 году сыновьями и внуком. Сам Хусейн называл два места, где хотел бы быть похоронен — либо в городе Рамади, либо в родном селении.
Противники Саддама встретили его казнь с радостью, а сторонники устроили взрыв в шиитском квартале Багдада, в результате которого погибли 30 и были ранены около 40 человек. Преемником Саддама Хусейна на посту президента Ирака иракские баасисты объявили вице-президента свергнутого режима Иззата Ибрагима ад-Дури.
В конце марта 2012 года появились сообщения, что власти Ирака намерены перезахоронить останки Саддама Хусейна в другом месте, чтобы положить конец массовому паломничеству к его могиле.

## Реакция на приговор и казнь

### В Ираке
- «Это самое малое, чего заслужил Саддам» — заявил, комментируя приговор, премьер-министр правительства Ирака Нури Малики. Сам премьер-министр выступил с поздравлением иракскому народу в связи с казнью Саддама, в котором говорится: «Правосудие совершилось от имени народа Ирака. Преступник Саддам казнён и уже никогда не сможет вновь вернуть к нам в страну времена диктатуры. <…> Речь идёт об уроке для всех деспотов и диктаторов, совершающих преступления против своего народа»[15].
- Вице-премьер Ирака Бархам Салех (один из лидеров Патриотического союза Курдистана) заявил: «В отношении Саддама было осуществлено правосудие, в котором он отказывал иракскому народу более 35 лет».
- «Казнь Саддама Хусейна не должна заслонять Анфаль и Халабджу» — заявил президент Иракского Курдистана Масуд Барзани. Курдское руководство сочло казнь поспешной, так как, по мнению курдов, прежде суд должен был разобрать все преступления Саддама[16].
- Президент Курдского института (Париж) Кандель Незан так определил реакцию на казнь разных групп иракского общества: «Шиитское большинство убеждено, что правосудие восторжествовало, и тиран заплатил за свои преступления. Они чувствуют, что они отомщены, освобождены от долгого кошмара, избавлены от навязчивого призрака позорного диктатора. Повешение, совершенное накануне великого мусульманского праздника жертвоприношения, расценивается ими как подарок небес, а не как нарушение правила перемирия во время „священного“ периода прощения и милосердия. Иракские сунниты, не все из которых являются безоговорочными сторонниками Саддама Хусейна, считают эту поспешную казнь актом сектантской мести шиитов, желающих продемонстрировать, что отныне они являются новыми хозяевами страны. Курды <…> тоже, конечно, не оплакивают судьбу тирана, но среди них преобладает чувство, что им было отказано в правосудии [так как Саддам не был осуждён за Анфаль]»[17].

### Реакция международного сообщества

#### В России
- Президент России Владимир Путин по поводу повешения Саддама Хусейна сказал: «Ужасно. Варварская казнь»[18].
- Официальный представитель МИД России заявил: «Поспешная жестокая экзекуция ещё больше углубит раскол в иракском обществе. Вместо столь нужного ему национального примирения и согласия народ Ирака рискует получить очередной виток братоубийственного конфликта, новые многочисленные жертвы»[19].
- «Смертный приговор Саддаму — это вполне адекватная мера» — заявил спикер Совета Федерации РФ Сергей Миронов[20].
- Совет муфтиев России считает неприемлемой казнь Саддама Хусейна. Председатель Совета Равиль Гайнутдин сказал: «Приведение в исполнение столь негуманного приговора отбросит все чаяния иракского народа на преобразование страны»[21].
- Лидер КПРФ Геннадий Зюганов заявил, что казнь Саддама — это расправа, учинённая американским правительством. По его словам, это усилит антиамериканские настроения в мире: «Я глубоко сожалею, что XXI век начинается с такого рода беспрецедентных казней, войн и расправ над целыми государствами»[22].
- Лидер ЛДПР Владимир Жириновский, выступая на митинге протеста перед иракским посольством, призвал мусульман всего мира сплотиться в борьбе против США.
- Евгений Примаков, известный арабист, лично знакомый с Саддамом, в одном из интервью высказал мнение, что поспешная казнь является попыткой ЦРУ «замести следы» своей политики в Персидском заливе[23].

#### В Беларуси
- Пресс-секретарь МИД Белоруссии Андрей Попов считает, что казнь может привести к насилию в Ираке и соседних регионах: «Логику инициаторов казни бывшего иракского лидера трудно понять. Данный шаг рискует стать отправной точкой для расширения волны насилия в Ираке и иметь отголоски в соседних государствах региона». Было выражено сомнение в справедливости и легитимности процесса над Саддамом Хусейном: «Моральная сторона всего этого очевидна, да и юридическая безупречность процесса над бывшим президентом продолжает вызывать серьёзные сомнения»[24].

#### В США
- Президент США Джордж Буш приветствовал казнь Саддама как проявление правосудия и воли иракского народа строить свою жизнь в рамках законности: «Сегодня казнён Саддам Хусейн, после справедливого судебного разбирательства — такого, в каких он отказывал жертвам своего жестокого режима. В годы тирании Саддама Хусейна о подобных справедливых судах не приходилось и мечтать. Это доказательство решимости иракского народа двигаться вперёд после нескольких десятилетий угнетения — то, что Саддаму Хусейну, невзирая на его чудовищные преступления против своего собственного народа, была предоставлена такая возможность».
- Позднее — 17 января 2007 года — Джордж Буш в интервью телекомпании PBS выразил разочарование тем, как иракские власти осуществили казнь Саддама Хусейна. Он сказал, что казнь произвела на него впечатление «убийства из мести». По словам президента США, действия иракских властей в этой ситуации нанесли ущерб их имиджу: «В сознании людей это усилило сомнения в том, что правительство аль-Малики является серьёзным правительством».

#### В исламском мире
- Представители исламистских террористических группировок резко осудили казнь Саддама. «ХАМАС» назвала её «сведением политических счётов», «Талибан» — «провокацией» и «вызовом мусульманам всего мира»[25].
- В Ливии в связи со смертью бывшего иракского лидера объявлен трёхдневный траур, а лидер страны, Муаммар Каддафи, отметил, что «Саддама Хусейна сверг не иракский народ, а иностранные агрессоры»[26]. На саммите лиги арабских государств Муаммар Каддафи заявил, что нужно разобраться в казни Саддама Хусейна, назвал её несправедливой, а также осудил американское вторжение, ибо оно унесло жизни миллиона невинных иракцев[источник не указан 959 дней].
- «Казнь Саддама, а также его свержение — это победа иракского народа», заявил заместитель министра иностранных дел Ирана Хамид Реза Асефи[27].
- В Кувейте казнь Саддама Хусейна прокомментировал министр по социальным вопросам и труду ас-Сабах аль-Халед: «Казнь была осуществлена судебными органами и соответствующими иракскими институтами после официального осуждения и вынесения приговора за преступления, совершенные Хусейном против человечества. Совершённая по всем законам казнь свергнутого президента — это внутреннее дело Ирака. <…> Божья кара всегда приходит вовремя. Саддам поплатился за преступления, совершённые против своего народа. Кувейт также много страдал от политики Саддама Хусейна и его диктатуры, нам не о чем сожалеть»[28].

#### В Израиле
Официально МИД Израиля отказался комментировать казнь Саддама. Неофициально же министр обороны Эфраим Снэ заявил в интервью: «Правосудие свершилось. Нельзя забывать, что эта история имела отношение и к Израилю. Саддам Хусейн выпустил 39 ракет по Израилю, платил в разгар интифады по 20 тысяч долларов семье каждого боевика-смертника и стремился получить ядерное оружие, чтобы использовать его против нас».

#### В Европе
- Министр иностранных дел Великобритании Маргарет Беккет заявила, что приговор является справедливой карой Саддаму Хусейну и его соратникам за совершенные ими преступления[30].
- Европейский союз — в частности, председательствующая в ЕС Финляндия, а также Франция и Италия — выступил против казни, ввиду принципиального неприятия смертной казни как таковой. «Я не хочу преуменьшать тех преступлений, которыми он себя запятнал и в которых был справедливо обвинён независимыми иракскими органами, но в любом случае Италия против смертной казни» — заявил премьер-министр Италии Романо Проди.
- Ватикан: «Казнь Саддама Хусейна — это трагическая новость; существует опасность того, что она усугубит климат ненависти и посеет новое насилие. Такое событие вызывает печаль, даже когда речь идёт о человеке, который сам повинен в тяжких преступлениях» — заявил представитель Ватикана Федерико Ломбарди[25][31]. Ранее Святой Престол призывал иракский суд не выносить Саддаму смертный приговор и выступал с осуждением данного приговора.

#### В других странах
- Президент Никарагуа Даниэль Ортега назвал казнь Саддама Хусейна преступлением: «В очередной раз нормы международного права были попраны в Ираке — стране, где пытают людей, где отсутствует справедливость, где проводится неприкрытый геноцид под предлогами, фальшь и надуманность которых известны всему миру… Казнь Саддама Хусейна, осуществлённая вопреки призывам к милосердию со стороны правительств и международных организаций, призывам Ватикана, свидетельствует о том, что политика тех, кто вершит сегодня судьбы Ирака, основана на ненависти и жестокости… Осуждая это новое преступление, совершённое в братской стране, никарагуанцы присоединяются к требованию народов планеты о немедленном выводе оккупационных войск с территории Ирака, о восстановлении там суверенитета, независимости и мира»[32].
- В Индии прошла акция протеста против казни, организованная мусульманами и индийскими коммунистами, во время которой было сожжено чучело американского президента. Министр иностранных дел Индии Пранаб Мукерджи высказал своё сожаление[33]: «Мы уже выражали надежду, что исполнения смертного приговора не последует. Мы огорчены, что он состоялся».